# San Vito (Negrar di Valpolicella)
San Vito è una frazione del comune di Negrar di Valpolicella, in Valpolicella, in provincia di Verona. In passato era comune rurale.
San Vito possiede circa 1 000 abitanti, un campanile romanico, una chiesa ottocentesca (ricostruita in seguito alla distruzione da parte di un terremoto della precedente chiesa romanica), l'arco di Giove (arco romano), villa Zamboni, villa Renzi, un benzinaio, due pizzerie, un castello.

## Monumenti e luoghi d'interesse

### Architetture religiose
- Chiesa di San Vito[2][3]
- Campanile romanico[3]